# Miguel Peraza Menéndez
Miguel Peraza es un escultor mexicano cuya obra plástica es conocida, coleccionada y ha sido expuesta tanto en México como en el extranjero. 

## Vida y Obra
Escultor mexicano nace en la Ciudad de México el 29 de septiembre de 1959.
La primera escultura de Peraza se registra en 1975. Desde entonces, ha forjado esculturas en diferentes tamaños y materiales, como el bronce, el mármol, la madera, el acero inoxidable, y otros. Ha participado en 6 exposiciones individuales y 1 colectivas, mostrando su propuesta escultórica en varios países como Colombia, Chile, Costa Rica, Estados Unidos, España, Francia, Bélgica, Páíses Bajos, Emiratos Árabes Unidos y México.
A lo largo de su vida ha combinado su expresión artística con la enseñanza y la edición de libros. Ha dictado más de 5 conferencias en España, Estados Unidos, Colombia, Costa Rica, Chile y México. Su carrera se ha desarrollado estrechamente con las universidades. Una de sus principales preocupaciones es la de resaltar la importancia del arte en la educación superior mediante la propuesta de incluirlo en el entorno para que co-habite con los estudiantes y éstos desarrollen de una manera más efectiva las habilidades y técnicas profesionales. De la misma manera ha trabajado escultura para escuelas en formación pre-escolar, primaria y bachillerato

## Publicaciones
Ha coordinado diferentes publicaciones:
A finales de 1998 la realización editorial de la publicación conmemorativa del 25 aniversario del Instituto Tecnológico y de Estudios Superiores de Monterrey,  Campus Ciudad de México,
La edición del libro “Destino Cósmico, vida y obra de Andrés Peraza” (enlace roto disponible en Internet Archive; véase el historial, la primera versión y la última)..
La publicación “De lo que está hecha la memoria” del Tecnológico de Monterrey, Campus Edo. de México (enlace roto disponible en Internet Archive; véase el historial, la primera versión y la última)..
Actualmente, los libros del 30 aniversario del Tecnológico de Monterrey Campus Irapuato y “El Universo de las Universidades Particulares en México, XXV aniversario de la FIMPES.

## Premios y reconocimientos
En 1995 ganó el Ariel por la dirección artística de la película “Bienvenido-Welcome” de Gabriel Retes y la medalla Carrera al Universo que el ITAM otorga a los miembros destacados de su comunidad.
Ha obtenido más de 4 reconocimientos por diversas instituciones públicas y privadas.
En 2005 fue candidato por el ITAM, ITESM y UTL, al Premio Nacional de Ciencias y Artes.

Pantalla de Cristal 2010, por la dirección de arte documental “El nacimiento de una Nación”, producido por la UVEG y TV4, Guanajuato.

## Esculturas Públicas
Sobre sus obras públicas más significativas destacan:

2013 Máquina del tiempo ( 1.30 x 2.80 x 1.05 m) Liceo Los Cabos, Los Cabos; Saetas del Espacio (Alt. 5 m) Colegio Ameyalli, Ciudad de México, México.
2012  Hacia el interior de la vida (7.00 x 1.00 x 1.00 m) Colección Familia Cerrillo Solares, Ciudad de México; Líneas del Tiempo (3 x 9 x 1m) Av. Lomas Verdes, Naucalpan de Juárez, Edo. de México, México.
2011 Estructura animal II (4.5 x 4.5 x 2 m) Prepa Tec Celaya, ITESM, Celaya, Guanajuato, México.
2010 Carretilla con niños (1.5 m de altura) Instituto Tlalpan, Bosque de los Niños, Cd. de Mex. Columna de vacío (1.20 m de altura) y El milagro del viento y Columna de Vacío (1.20 m. de altura) Trasatlánticos Holland America Line, Europe

2009 Al Interior del Espejo (250 metros de desarrollo),Parque Tecnológico, Querétaro, Mex. Timones al Viento (3.00 m de altura) Tecnológico de Monterrey, Campus Querétaro.
Composición Simple (10 x 5 x 3 m) Centro Cultural Luis Nishizawa, Zona Esmeralda, Edo. De Mex. Mario Morán (alt. 1.8 M), Los Encinos, Edo. De México, Los Niños de la Escultura (1.70 m de altura) Colegio Americano, Cd. Mex

2008 Cimarrón al encuentro (Alt. 4.60 m) ITESM, Campus Santa Catarina. México
2007 Cimarrón guía (Alt. 1.90 m) ITESM, Campus Tampico (enlace roto disponible en Internet Archive; véase el historial, la primera versión y la última).. México
Canto maitines (Alt 3.00 m) Universidad Simón Bolívar, México.
Cimarrón al encuentro (Alt 1.90 m) ITESM Campus Guadalajara. México
Música matemática (Alt. 7.40m) ITESM Campus Toluca México
2006 La espiritualidad del conocimiento (Alt: 3.00 m) Universidad Simón Bolívar, Ciudad de México, México.
El aprendizaje de la ciencia, (Alt 1.20 m) Merck Sharp & Dohme, Tizapán, Ciudad de México, México.
2005 Paul Harris,  (Alt: 2.80 m) Polanco, México. México
Águila de la victoria (Alt. 2.58 m) Unidad Académica Victoria de la UTNG, Victoria Gto. México
León cósmico (Alt 7.8 m) UTL, León Gto. México
2004 La sierra de las lomas, (Alt: 2.40 m ) Avenida de las Palmas y Montañas Calizas, ciudad de México, México.
El águila de la renovación, (Alt: 2.60 m) UTNG Dolores Hidalgo, Gto., México. México
2003 El oscuro encanto del cine, (Alt: 1.80 m) Centro Cultural el Semáforo, San José de Costa Rica.  Costa Rica
2002 La balanza; móvil, (Alt: 7.50 m), UNAB, Bucaramanga, Colombia.  Colombia
Reloj solar (Alt: 8.00 m) Plaza de la ruta cósmica, UNAB, Bucaramanga,  Colombia.  Colombia
Caballo,  (Alt: 4.60 m), Plaza del Esfuerzo,  ITESM, Campus Ciudad de México. México
Nezahualcoyotl arquitecto universal (Alt: 2.40 m), San Salvador Atenco, Estado de México.
2001 Estructura animal (Alt: 3.40 m) ITESM, Campus Querétaro. México
Alfil (Alt: 5.00 m), Plaza del Académico, ITESM, Campus Ciudad de México.
1998 Borrego cósmico (Alt: 9.00 m) ITESM, Campus Querétaro. México
Dama (Alt: 5.50 m) http://www.ccm.itesm.mx/.
América unida (Alt: 0.90 m) Universidad Autónoma de Bucaramanga, Colombia.  Colombia
Símbolo siglo XXI (Alt: 0.60 m) Instituto Mexicano del Seguro Social, México.
1996 Borrego salvaje (Alt: 2.10 m) ITESM, Campus Irapuato. México
Torre de la excelencia (Alt: 3.80 m) Claustro de aulas I, http://www.ccm.itesm.mx/.
1994 Reloj solar (Alt: 1.50 m) UNAM, Campus Iztacala. México
1993 Ajedrez cervantino (1.7 x 8.00 x 8.00 m) ITESM, Campus Ciudad de México.
Rey (Alt: 6.60 m) ITESM, Campus Ciudad de México. México
1991 Reloj solar (Alt: 5.50 m) Plaza del Sol, ITESM, Campus Estado de México.
1989 Manos (Relieve de 0.40 x 0.60 m) Chimneys Corner Camp, Massachusetts, USA.  Estados Unidos
Encuentro de borregos (Alt: 1.80 m) Plaza de la Competitividad, ITESM, Campus Estado de México.
Espíritu probursa (Alt: 2.60 m) BBVA Bancomer, Paseo de la Reforma, Ciudad de México.
Gigantes dormidos (Alt: 0.80 m) Colección del Museo de Arte de Querétaro. México
1980 Incógnita del mundo (Alt: 2.10 m)  ITAM, Ciudad de México.

Universidad Autónoma de Bucamaranga
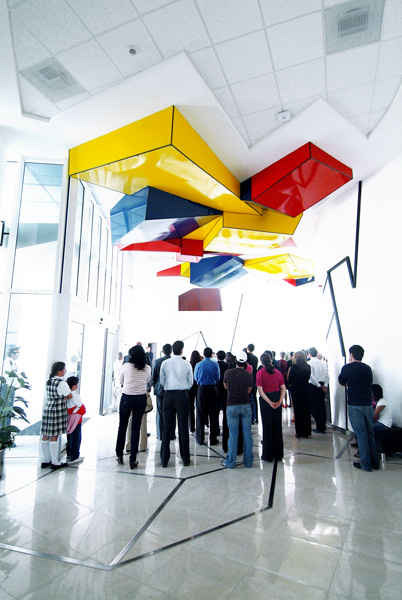
"Al interior del espejo" escultura de Miguel Peraza (2010) ubicada en el Parque Tecnológico en Queretaro, Qro. México
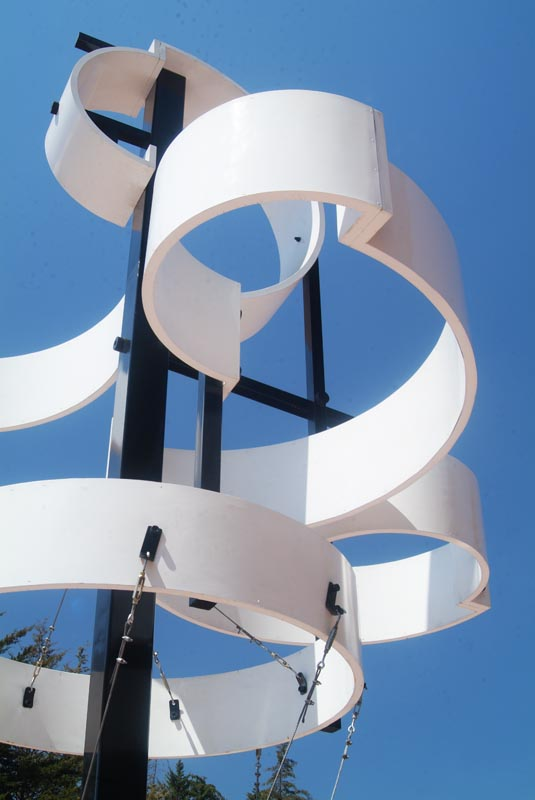
"Música matemática" por Miguel Peraza 2007, Tecnológico de Monterrey, Toluca Edo. de México
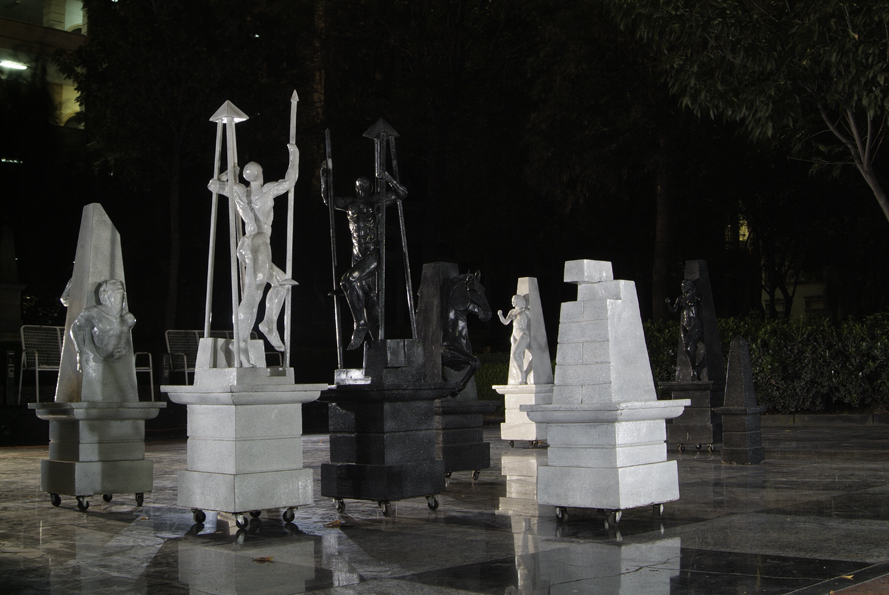
"Ajedrez Monumental" por Miguel Peraza, Tec de Monterrey, Cd de México (!993)
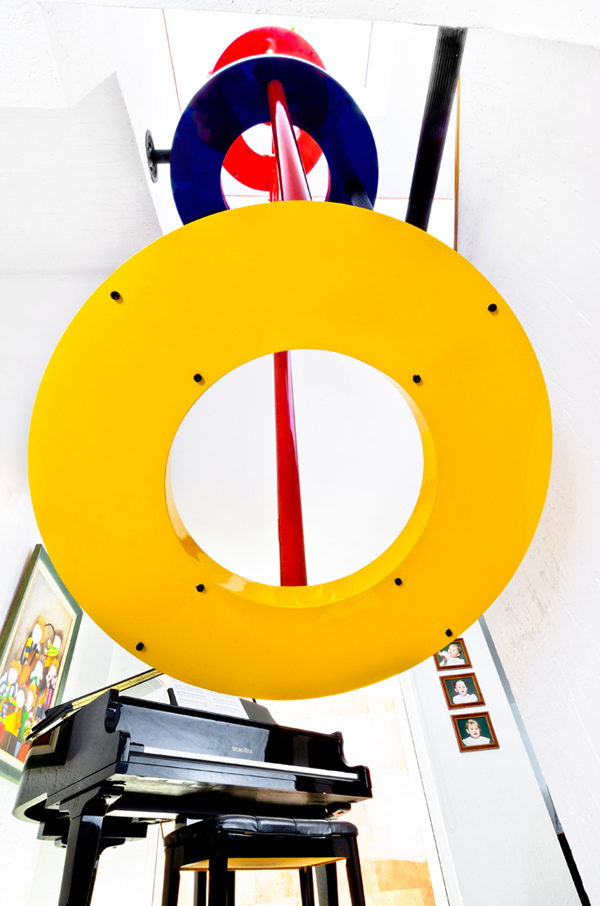
Hacia el interior de la vida, escultor Miguel Peraza Cd. de México 2013
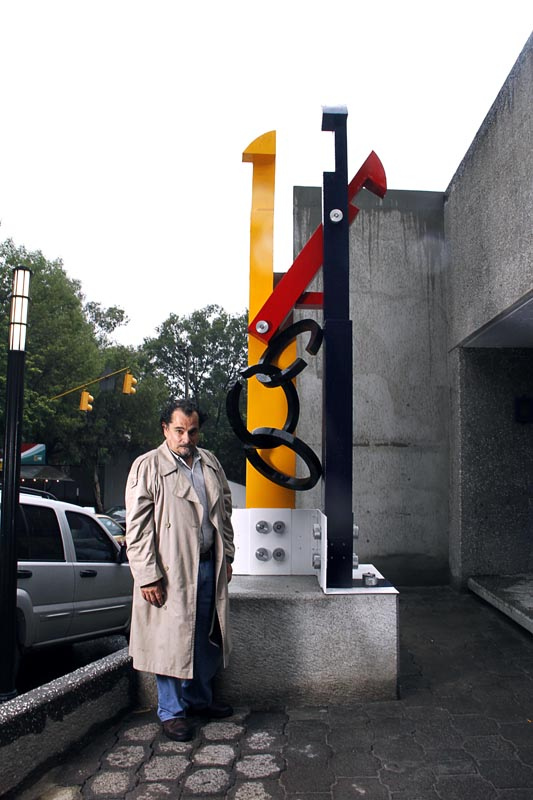
Saetas del Espacio, Colegio Ameyalli, Cd. de México 2013
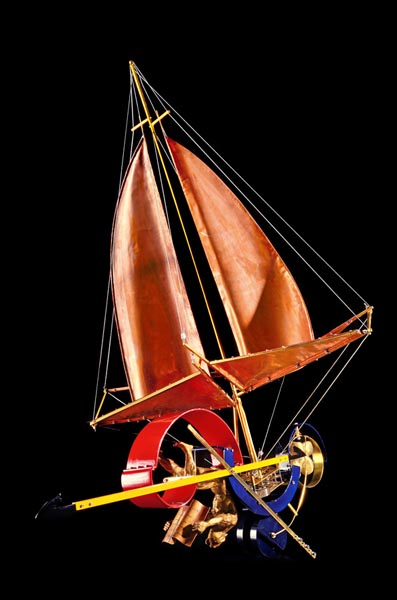
El navegante (detalle), Instituto de Geografía , UNAM, Cd. de México 2013